# Liste der Kulturdenkmäler in Lahnstein
In der Liste der Kulturdenkmäler in Lahnstein sind alle Kulturdenkmäler der rheinland-pfälzischen Stadt Lahnstein mit den Stadtteilen Niederlahnstein und Oberlahnstein (einschließlich Friedrichssegen) aufgeführt. Grundlage ist die Denkmalliste des Landes Rheinland-Pfalz (Stand: 8. Dezember 2023).

## Denkmalzonen
| Bezeichnung                    | Lage | Baujahr                | Beschreibung | Bild                           |
| ------------------------------ | --- | ---------------------- | --- | ------------------------------ |
| Denkmalzone Adolfstraße        | Oberlahnstein, Adolfstraße 131–143 (ungerade Nummern) und 116–132 (gerade Nummern), Martinstraße 2 und 4 Lage | um 1900                | beidseitig geschlossene Zeilenbebauung aus zweigeschossigen Wohnhäusern mit Vorgärten, um 1900 | Fotos hochladen                |
| Denkmalzone Lahneckstraße      | Oberlahnstein, Lahneckstraße 6, 8, 9/11, 10, 12, 13 Lage                                                      | spätes 19. Jahrhundert | dichte Folge von Klein- bzw. Doppelvillen, spätes 19. Jahrhundert | Fotos hochladen                |
| Denkmalzone Jüdischer Friedhof | Oberlahnstein, Ahler Weg, bei Nr. 14 Lage                                                                     | 1887                   | von Bruchsteinmauer umgebenes Areal, etwa 40 Grabsteine, 1887 bis 1939 | weitere Bilder Fotos hochladen |
| Denkmalzone Burg Lahneck       | Oberlahnstein, nördlich des Ortes (Am Burgweg) Lage                                                           | um 1200                | spätstaufische, etwa rechteckige Kernburg, fünfeckiger Bergfried, Schildmauer mit Ecktürmen; Burgkapelle, 1486 neugebaut, um 1860 wiederaufgebaut; Palas, größtenteils neu; äußerer Bering mit vier Rundtürmen und Torbau, Zwinger; bauliche Gesamtanlage | weitere Bilder Fotos hochladen |

## Einzeldenkmäler
| Bezeichnung                           | Lage                                                                         | Baujahr                                      | Beschreibung | Bild                           |
| ------------------------------------- | ---------------------------------------------------------------------------- | -------------------------------------------- | --- | ------------------------------ |
| Friedhofskapelle und Gruftkapelle     | Niederlahnstein, Allerheiligenbergstraße, auf dem Friedhof Lage              | spätes 19. Jahrhundert                       | neugotische Gruftkapelle von Daniel Douqué, wohl von 1882–85; neugotische Friedhofskapelle, Backstein, spätes 19. Jahrhundert | Fotos hochladen                |
| Katholische Allerheiligenkapelle      | Niederlahnstein, Am Allerheiligenberg Lage                                   | 1895–1901                                    | spätneugotischer Saalbau, 1895 bis 1901, Münsterbaumeister Max Meckel, Freiburg; Kreuzweg mit neun kleinen Backsteinkapellen, um 1900 | weitere Bilder Fotos hochladen |
| Amtsgericht                           | Niederlahnstein, Bahnhofstraße 25 Lage                                       | um 1920/30                                   | elfachsiger Walmdachbau, um 1920/30; Bedienstetenwohnhaus (Johann-Baptist-Ludwig-Straße 2): eingeschossiger Mansardwalmdachbau, wohl um 1920/30 | Fotos hochladen                |
| Postamt                               | Niederlahnstein, Bahnhofstraße 28 Lage                                       | 1892                                         | ehemaliges Postamt; zurückhaltend neugotischer Klinkerbau mit Altanhalle, 1892 | Fotos hochladen                |
| Villa                                 | Niederlahnstein, Bahnhofstraße 32a Lage                                      | um 1910                                      | reich gestaffelter Putzbau, Fachwerkgiebel, Landhausstil, um 1910 | Fotos hochladen                |
| Villa                                 | Niederlahnstein, Bahnhofstraße 34b Lage                                      | um 1910                                      | späthistoristischer Putzbau, Jugendstileinfluss, um 1910 | Fotos hochladen                |
| Schule                                | Niederlahnstein, Bergstraße 4/6 Lage                                         | um 1900                                      | zwei wohl kurz nacheinander errichtete Bauteile: siebenachsiger Backsteinbau sowie achtachsiger Klinkerbau, um 1900 | Fotos hochladen                |
| Villa                                 | Niederlahnstein, Didierstraße 25 Lage                                        | 1891                                         | ehemalige Direktorenvilla der Didier-Werke, 1891; dreigeschossiger, burgartiger Klinkerbau mit Fassadenturm; Garten, alter Baumbestand; bauliche Gesamtanlage | Fotos hochladen                |
| Löhnberger Mühle                      | Niederlahnstein, Didierstraße 27–35 Lage                                     | Ende des 19. Jahrhunderts                    | Mühlengebäude, Direktorenvilla, Wohnhaus, Doppelwohnhaus, Elektroschaltzentrale mit Uhrtürmchen-Backsteinbauten, Kran, Ende des 19. Jahrhunderts; bauliche Gesamtanlage. Die Getreidemühle wurde 1890 als damals größte Dampfmühle Deutschlands gebaut und ist heute Teil des Stromhafens Lahnstein. | weitere Bilder Fotos hochladen |
| Villa                                 | Niederlahnstein, Dr.-Michel-Straße 3 Lage                                    | um 1890                                      | Halbvilla, Quadermauerwerk, um 1890 | Fotos hochladen                |
| Arnsteiner Hof                        | Niederlahnstein, Emser Landstraße 8 Lage                                     |                                              | sechsachsiger spätgotischer Massivbau mit Kapelle; Toreinfahrt | Fotos hochladen                |
| Wohnhaus                              | Niederlahnstein, Emser Straße 22 Lage                                        | 17. oder 18. Jahrhundert                     | langgestrecktes Fachwerkhaus, verputzt, wohl aus dem 17. oder 18. Jahrhundert | Fotos hochladen                |
| Wohnhaus                              | Niederlahnstein, Emser Straße 34 Lage                                        | zweite Hälfte des 18. Jahrhunderts           | dreiachsiger Mansarddachbau, wohl aus der zweiten Hälfte des 18. Jahrhunderts | Fotos hochladen                |
| Wohnhaus                              | Niederlahnstein, Emser Straße 57 Lage                                        | um 1860                                      | Wohnhaus, Quadermauerwerk, um 1860 | Fotos hochladen                |
| Heimbach’sches Haus                   | Niederlahnstein, Heimbachgasse 3 Lage                                        | Mitte bis zweite Hälfte des 12. Jahrhunderts | romanischer Massivbau über tonnengewölbtem Keller, Mitte bis zweite Hälfte des 12. Jahrhunderts, Umbau 1703 | Fotos hochladen                |
| Kleeberger Hof                        | Niederlahnstein, Im Nauling 2 Lage                                           | 17. Jahrhundert                              | ehemaliger Zehnthof des Koblenzer St. Kastorstifts; stattliches Fachwerkhaus, teilweise massiv, 17. Jahrhundert, Mansarddach aus dem 18. Jahrhundert | Fotos hochladen                |
| Niederpforte                          | Niederlahnstein, Im Nauling 6 Lage                                           |                                              | Wohnhaus, Baugeschichte unklar, in der Giebelseite ältere Strukturen erkennbar | Fotos hochladen                |
| Trierer Zehnthof                      | Niederlahnstein, Johannesstraße 2 Lage                                       | 1680                                         | ehemaliger Zehnthof der Kurfürsten von Trier; Putzbau, 1680, Segmentbogenfenster und Mansarddach wohl aus der zweiten Hälfte des 18. Jahrhunderts | Fotos hochladen                |
| Helfensteiner Hof                     | Niederlahnstein, Johannesstraße 9 Lage                                       | 1664                                         | Putzbau, bezeichnet 1664, heutiges Erscheinungsbild aus dem 19. Jahrhundert | Fotos hochladen                |
| Rathaus                               | Niederlahnstein, Johannesstraße 16 Lage                                      | 1834                                         | angeblich von 1834, heutiges Erscheinungsbild um 1920/30 | Fotos hochladen                |
| Wohnhaus                              | Niederlahnstein, Johannesstraße 17 Lage                                      | 1627                                         | Fachwerkhaus von 1627, Anbau aus dem 18. Jahrhundert | BW                             |
| Nassau-Sporkenburger Hof              | Niederlahnstein, Johannesstraße 22 Lage                                      | vor 1536                                     | spätgotischer Massivbau, achteckiger Treppenturm, vor 1536 | Fotos hochladen                |
| Kapitelhof                            | Niederlahnstein, Johannesstraße 24 Lage                                      |                                              | wohl ehemaliger Zehnthof des Koblenzer St. Kastorstifts; Umbau im 18. Jahrhundert; Mansardwalmdachbau, heutiges Erscheinungsbild um 1920/30 | Fotos hochladen                |
| Klosterkirche St. Johannis der Täufer | Niederlahnstein, Johannesstraße 42 Lage                                      | frühes 12. Jahrhundert                       | querhauslose Pfeilerbasilika; sechsgeschossiger Westturm, frühes und Mitte des 12. Jahrhunderts, Langhaus mit Emporen, Mitte des 12. Jahrhunderts, nördliches Seitenschiff 1856/57 wiederaufgebaut; bauliche Gesamtanlage mit dem Kloster, 1906/07 | weitere Bilder Fotos hochladen |
| Römisch-katholische Barbarakirche     | Niederlahnstein, Johann-Baptist-Ludwig-Straße 4a Lage                        | 1937/38                                      | Bruchsteinsaal, 1937/38 | weitere Bilder Fotos hochladen |
| Grenzstein                            | Niederlahnstein, Koblenzer Straße, Ecke Didierstraße Lage                    | 1749                                         | Grenzstein, 1749 | Fotos hochladen                |
| Villa Rosenhof                        | Niederlahnstein, Kölner Straße 15 Lage                                       | 1910                                         | vom neubarocken Mansarddachbau von 1910 original erhalten: Fassade und Südteil, nach Kriegszerstörung 1956 Wiederaufbau mit Veränderungen; im Garten Glocke, bezeichnet 1562 | BW                             |
| Gasthaus Lahnbrücke                   | Niederlahnstein, Lahnstraße 1 Lage                                           | um 1900                                      | stattlicher späthistoristischer Bau, um 1900 | Fotos hochladen                |
| Wirtshaus an der Lahn                 | Niederlahnstein, Lahnstraße 8 Lage                                           | 1697                                         | dreigeschossiger Fachwerkbau, 1697; Altes Zollhaus: mittelalterlicher Massivbau mit abgerundeter Schmalfront, Fachwerkobergeschoss von 1743 | weitere Bilder Fotos hochladen |
| Evangelisches Pfarrhaus               | Niederlahnstein, Pfarrer-Menges-Straße 7 Lage                                | Ende des 19. Jahrhunderts                    | stattlicher gotisierender Walmdachbau, Backstein, Ende des 19. Jahrhunderts | Fotos hochladen                |
| Stadtbefestigung                      | Oberlahnstein                                                                | ab 1324                                      | 1324 begonnen; Gesamtanlage mit Bürgerturm (Hintermauergasse 1), Hexenturm (Salhofplatz), Pulverturm bei Hintermauergasse 29), Salturm (bei Kirchstraße 6, im Garten des katholischen Pfarrhauses) und Turm in der Hintermauergasse 25, ehemaligem Stadttor (Brunnenstraße), Mauerabschnitt zwischen Hintermauergasse 15 und 17, Mauerabschnitte westlich des Bahnkörpers nahe Schiffergasse/Brunnenstraße, bei Schiffergasse/Zollgasse auf Fl. 2, Flst. 169; in der nördlichen Stadtmauer am Salhofplatz Tympanon der spätromanischen Martinskirche, wohl aus der ersten Hälfte des 13. Jahrhunderts | Fotos hochladen                |
| Villa                                 | Oberlahnstein, Adolfstraße 15 Lage                                           | 1891                                         | zurückhaltend historisierender Klinkerbau mit turmartig vorgezogener Ecke, bezeichnet 1891 | Fotos hochladen                |
| Gesundheitsamt                        | Oberlahnstein, Bodewigstraße 32 Lage                                         | 1913                                         | ehemaliges Museum; Walmdachbau mit torartigem Vorbau, bezeichnet 1913 | Fotos hochladen                |
| Wasserturm                            | Oberlahnstein, Braubacher Straße, zwischen Nr. 9 und 10 Lage                 | Ende des 19. Jahrhunderts                    | zylindrischer Backsteinturm, mit Blech verkleideter Aufsatz mit gusseisernem Umgang, Ende des 19. Jahrhunderts | Fotos hochladen                |
| Wohn- und Geschäftshaus               | Oberlahnstein, Brückenstraße 40 Lage                                         | um 1910                                      | repräsentativer Massivbau, um 1910 | Fotos hochladen                |
| Stadtmauer                            | Oberlahnstein, Brunnenstraße Lage                                            | ab 1324                                      | Mauerabschnitte der 1324 begonnenen Stadtbefestigung; Bestandteil der Gesamtanlage Stadtbefestigung | Fotos hochladen                |
| Stadttor                              | Oberlahnstein, Brunnenstraße Lage                                            | ab 1324                                      | rheinseitiges Tor der 1324 begonnenen Stadtbefestigung; Bestandteil der Gesamtanlage Stadtbefestigung | Fotos hochladen                |
| Stellwerk                             | Oberlahnstein, Bürgermeister-Müller-Straße 8 Lage                            | 1934                                         | Reiterstellwerk Of, 1934 von Hans Kleinschmidt in Formen der Neuen Sachlichkeit; technische Ausstattung erhalten | Fotos hochladen                |
| Villa                                 | Oberlahnstein, Gutenbergstraße 3 Lage                                        | um 1910                                      | barockisierender Mansarddachbau, um 1910 | Fotos hochladen                |
| Bürgerturm                            | Oberlahnstein, Hintermauergasse, an Nr. 1, Ecke Frühmesserstraße Lage        | ab 1324                                      | achteckiger Turm der 1324 begonnenen Stadtbefestigung, Bruchsteinmauerwerk; Bestandteil der Gesamtanlage Stadtbefestigung | Fotos hochladen                |
| Stadtmauer                            | Oberlahnstein, Hintermauergasse, bei Nr. 15 und 17 Lage                      | ab 1324                                      | Mauerabschnitt der 1324 begonnenen Stadtbefestigung; Bestandteil der Gesamtanlage Stadtbefestigung | Fotos hochladen                |
| Stadtmauerhäuschen                    | Oberlahnstein, Hintermauergasse 19 Lage                                      | 18. Jahrhundert                              | Fachwerkbau, 18. Jahrhundert; Bestandteil der Gesamtanlage Stadtbefestigung | Fotos hochladen                |
| Brunnen                               | Oberlahnstein, Hintermauergasse, bei Nr. 19 Lage                             | zweite Hälfte des 19. Jahrhunderts           | gusseiserner Pumpbrunnen, zweite Hälfte des 19. Jahrhunderts | Fotos hochladen                |
| Wehrturm                              | Oberlahnstein, Hintermauergasse, in Nr. 25 Lage                              | ab 1324                                      | kleiner Wehrturm; sechseckiger Schalenturm der 1324 begonnenen Stadtbefestigung, Bruchsteinmauerwerk; Bestandteil der Gesamtanlage Stadtbefestigung | Fotos hochladen                |
| Pulverturm                            | Oberlahnstein, Hintermauergasse, bei Nr. 29 Lage                             | ab 1324                                      | Rundturm der 1324 begonnenen Stadtbefestigung, Bruchsteinmauerwerk; Mauerreste; Bestandteil der Gesamtanlage Stadtbefestigung | Fotos hochladen                |
| Gasthof Kaiserhof                     | Oberlahnstein, Hochstraße 9 Lage                                             | Anfang des 20. Jahrhunderts                  | dreigeschossiger klinkergegliederter, stuckornamentierter Putzbau, Anfang des 20. Jahrhunderts | Fotos hochladen                |
| Wohn- und Geschäftshaus               | Oberlahnstein, Hochstraße 12 Lage                                            | Anfang des 20. Jahrhunderts                  | stattlicher Fachwerkbau, teilweise massiv, Anfang des 20. Jahrhunderts | Fotos hochladen                |
| Salkellerei                           | Oberlahnstein, Hochstraße 12a Lage                                           | 14. Jahrhundert                              | ehemalige Salkellerei, im Kern spätmittelalterlich; dreigeschossiger Putzbau, 1907 erweitert (Turmerker aus Fachwerk) | BW                             |
| Wohn- und Geschäftshaus               | Oberlahnstein, Hochstraße 13 Lage                                            |                                              | dreigeschossiges Wohn- und Geschäftshaus | Fotos hochladen                |
| Wohn- und Geschäftshaus               | Oberlahnstein, Hochstraße 17 Lage                                            | Anfang des 20. Jahrhunderts                  | stattlicher Backsteinbau, Anfang des 20. Jahrhunderts | weitere Bilder Fotos hochladen |
| Wohn- und Geschäftshaus               | Oberlahnstein, Hochstraße 18 Lage                                            |                                              | dreigeschossiges Wohn- und Geschäftshaus | Fotos hochladen                |
| Torhaus                               | Oberlahnstein, Hochstraße 19 Lage                                            | 16. Jahrhundert                              | Fachwerkhaus über Tordurchfahrt, 16. Jahrhundert | weitere Bilder Fotos hochladen |
| Gasthaus                              | Oberlahnstein, Hochstraße 24 Lage                                            | 18. Jahrhundert                              | Fachwerkbau, verkleidet und verputzt, Mansarddach, wohl aus dem 18. Jahrhundert, im Kern eventuell älter | Fotos hochladen                |
| Altes Rathaus                         | Oberlahnstein, Hochstraße 34 Lage                                            |                                              | spätgotischer Fachwerkbau über Bruchstein-Erdgeschoss | weitere Bilder Fotos hochladen |
| Wohn- und Geschäftshaus               | Oberlahnstein, Hochstraße 43 Lage                                            |                                              | Wohn- und Geschäftshaus, verputzt | Fotos hochladen                |
| Rheinischer Hof                       | Oberlahnstein, Hochstraße 47 Lage                                            | Anfang des 19. Jahrhunderts                  | dreigeschossiger klassizistischer Putzbau, wohl vom Anfang des 19. Jahrhunderts | Fotos hochladen                |
| Brunnen                               | Oberlahnstein, Hochstraße, bei Nr. 47 Lage                                   |                                              | Ziehbrunnen, angeblich mittelalterlich | Fotos hochladen                |
| Schultheißhaus                        | Oberlahnstein, Hochstraße 48 Lage                                            | 1624                                         | teilweise verputzt, verschiefert und Fachwerk, bezeichnet 1624 | Fotos hochladen                |
| Gasthaus                              | Oberlahnstein, Hochstraße 54 Lage                                            | 16. oder 17. Jahrhundert                     | teilweise verputzt und verkleidet, im Kern eventuell aus dem 16. oder 17. Jahrhundert, beidseitig erweitert | Fotos hochladen                |
| Wohnhaus                              | Oberlahnstein, Hochstraße 60 Lage                                            | spätes 15. Jahrhundert                       | Fachwerkhaus, teilweise massiv, verputzt, eventuell noch aus dem 15. Jahrhundert | Fotos hochladen                |
| Freiherr-vom-Stein-Schule             | Oberlahnstein, Hochstraße 61 Lage                                            | 1830                                         | klassizistischer Bau mit Eckrisaliten, 1830 | Fotos hochladen                |
| Rathaus                               | Oberlahnstein, Kirchstraße 1 Lage                                            | 1887                                         | sechsachsiger Klinkerbau, Neurenaissance, bezeichnet 1887 | Fotos hochladen                |
| Katholische Pfarrkirche St. Martin    | Oberlahnstein, Kirchstraße 2 Lage                                            | um 1200                                      | spätromanische Osttürme, Chor 1332 begonnen, gotische Sakristei, Langhaus ursprünglich einschiffig, 1775–77, Architekt T. Neurohr, Seitenschiffe von 1895 und 1899 | weitere Bilder Fotos hochladen |
| Salturm                               | Oberlahnstein, Kirchstraße, bei Nr. 6 Lage                                   | ab 1324                                      | Rundturm der 1324 begonnenen Stadtbefestigung, Bruchsteinmauerwerk; Mauerreste; Bestandteil der Gesamtanlage Stadtbefestigung | Fotos hochladen                |
| Villa                                 | Oberlahnstein, Lahneckstraße 13 Lage                                         | 1890                                         | Klinkerbau mit Putz- und Werksteingliederung, Neurenaissance, bezeichnet 1890 | Fotos hochladen                |
| Wenzelkapelle                         | Oberlahnstein, Max-Schwarz-Straße 2 Lage                                     | Ende des 14. Jahrhunderts                    | auch Liebfrauenkapelle; Chor einer gotischen Kapelle, Bruchstein, Ende des 14. Jahrhunderts, 1905 transloziert | weitere Bilder Fotos hochladen |
| Evangelische Pfarrkirche              | Oberlahnstein, Nordallee 1 Lage                                              | 1872–75                                      | neuromanischer Bruchsteinsaal, 1872–75 | weitere Bilder Fotos hochladen |
| Villa                                 | Oberlahnstein, Nordallee 6 Lage                                              | um 1860/70                                   | spätklassizistischer Putzbau, um 1860/70 | Fotos hochladen                |
| Villa                                 | Oberlahnstein, Ostallee 1 Lage                                               | um 1860/70                                   | Villa in parkartigem Gelände; spätklassizistischer Putzbau, Mittelrisalit, um 1860/70 | Fotos hochladen                |
| Villa                                 | Oberlahnstein, Ostallee 11 Lage                                              | vor 1914                                     | Walmdachbau mit Eckerkern, Altan, wohl noch kurz vor 1914 | Fotos hochladen                |
| Heilig-Geist-Kapelle                  | Oberlahnstein, Rheinhöhenweg 16 Lage                                         | um 1300                                      | mittelalterliche Hospitalkapelle; dreiachsiger Bruchsteinbau, wohl um 1300 | weitere Bilder Fotos hochladen |
| Hospitalkapelle St. Jakobus           | Oberlahnstein, Rödergasse 1a Lage                                            | vor 1332                                     | Saalbau, 1332 erwähnt | weitere Bilder Fotos hochladen |
| Hexenturm                             | Oberlahnstein, Salhofplatz Lage                                              | ab 1324                                      | achteckiger Turm der 1324 begonnenen Stadtbefestigung, Bruchsteinmauerwerk; Mauerreste; Bestandteil der Gesamtanlage Stadtbefestigung | Fotos hochladen                |
| Tympanon                              | Oberlahnstein, Salhofplatz, in der nördlichen Stadtmauer Lage                | erste Hälfte des 13. Jahrhunderts            | Tympanon der spätromanischen Martinskirche, wohl aus der ersten Hälfte des 13. Jahrhunderts; Bestandteil der Gesamtanlage Stadtbefestigung | Fotos hochladen                |
| Stadthalle                            | Oberlahnstein, Salhofplatz 1/2 Lage                                          | 1971–72                                      | zeittypischer Sichtbetonbau mit weitläufigen Saalkombinationen; 1971–72 durch Planungsring Wiesbaden (Jürgen Jüchser, Peter Ressel) erbaut, künstlerische Gestaltung der Fassade und der Innenräume durch Otto Hajek, Stuttgart; weitgehend unverändert erhaltener Bau, durch die hochwertige künstlerische Gestaltung, die Motive des Außenbaus ins Innere überträgt, von besonderer Bedeutung | weitere Bilder Fotos hochladen |
| Salhof                                | Oberlahnstein, Salhofplatz 3 Lage                                            | drittes Viertel des 12. Jahrhunderts         | Salhof des Erzstiftes Mainz; salischer Wohnbau, drittes Viertel des 12. Jahrhunderts, ab 1686 umgebaut und erweitert mit offenem Arkadengang, Hofbaumeister Johann Christoph Sebastiani | Fotos hochladen                |
| Martinsburg                           | Oberlahnstein, Schloßstraße 1 Lage                                           | 1244                                         | ehemalige kurmainzische Zollburg; 1244, ab Mitte des 14. Jahrhunderts abschnittweise ausgebaut, teilweise barocker Neubau, 1719–21; bauliche Gesamtanlage | weitere Bilder Fotos hochladen |
| Wohnhaus                              | Oberlahnstein, Schnaßgasse 1 Lage                                            | zweite Hälfte des 16. Jahrhunderts           | Fachwerkhaus, zweite Hälfte des 16. Jahrhunderts | Fotos hochladen                |
| Gasthaus Zum Anker                    | Oberlahnstein, Schwarzgasse 4 Lage                                           | 1629                                         | Fachwerkbau, teilweise massiv, 1629 | Fotos hochladen                |
| Kriegerdenkmal und Grabmal            | Oberlahnstein, Sebastianusstraße, auf dem Friedhof Lage                      | um 1900                                      | Kriegerdenkmal 1870/71, nach dem Ersten Weltkrieg erweitert; Grabmal Familie Lessing, 1904 oder 1915 | Fotos hochladen                |
| Josefskapelle                         | Oberlahnstein, Todtentaler Weg, Ecke Knappenweg Lage                         | 1889                                         | Wegekapelle; neugotischer Backsteinbau, bezeichnet 1889 | Fotos hochladen                |
| Villa                                 | Oberlahnstein, Westallee 1 Lage                                              | um 1860/70                                   | dreigeschossiger spätklassizistischer Kubus, um 1860/70 | Fotos hochladen                |
| Villa                                 | Oberlahnstein, Westallee 3 Lage                                              | um 1870                                      | dreigeschossiger spätklassizistischer Putzbau, um 1870 | Fotos hochladen                |
| Villa                                 | Oberlahnstein, Wilhelmstraße 1 Lage                                          | um 1910                                      | gestaffelter Putzbau, barockisierende Dachlandschaft, um 1910 | Fotos hochladen                |
| Wohn- und Geschäftshaus               | Oberlahnstein, Wilhelmstraße 34 Lage                                         | 1897                                         | Klinkerbau mit barockisierender Stuck- und Werksteingliederung, Mansarddach, bezeichnet 1897 | Fotos hochladen                |
| Wohnhaus                              | Oberlahnstein, Zollgasse, zu Nr. 1 und zu Hochstraße 72 Lage                 |                                              | Wohnhaus, teilweise verschiefert, spätmittelalterliches Fachwerk, Backstein- und Bruchsteinpartien, Schildgiebel | Fotos hochladen                |
| Kriegerdenkmal                        | Oberlahnstein, östlich des Ortes auf dem Martinsberg Lage                    | 1933–1935                                    | Kriegerdenkmal für die Gefallenen des Ersten Weltkrieges, 1933–1935; burgartige Anlage mit Bronzetafeln auf Schauwand und monumentalem Stahlkreuz; bauliche Gesamtanlage | weitere Bilder Fotos hochladen |
| Wegekreuz                             | Oberlahnstein, östlich des Ortes an der K 68 Lage                            | zweite Hälfte des 18. Jahrhunderts           | Schaftkreuz, Basalt, wohl aus der zweiten Hälfte des 18. Jahrhunderts | weitere Bilder Fotos hochladen |
| Haus Jungfried                        | Oberlahnstein, östlich des Ortes und nördlich der K 68 (Im Süßgrund 13) Lage | 1953                                         | reich gestaffelter Putzbau, Krüppelwalmdächer, Reformarchitektur, 1924 geplant, 1953 fertiggestellt | Fotos hochladen                |
| Hof Grenzloch                         | Oberlahnstein, östlich des Ortes und nördlich der L 327 Lage                 | zweite Hälfte des 18. Jahrhunderts           | Fachwerkhaus eines Einzelgehöfts, teilweise massiv, verputzt und Fachwerk, zweite Hälfte des 18. Jahrhunderts | Fotos hochladen                |
| Hof Buchholz                          | Oberlahnstein, östlich des Ortes und südlich der K 6 Lage                    | 18. Jahrhundert                              | Fachwerkhaus eines Einzelgehöfts, verputzt und verschiefert, wohl aus dem 18. Jahrhundert | Fotos hochladen                |
| Spießborn                             | Oberlahnstein, südöstlich des Ortes an der K 68 Lage                         |                                              | mittelalterliche Brunnenkapelle, 1738 in Bruchsteinmauerwerk neu gefasst | Fotos hochladen                |
| Wohnhaus                              | Oberlahnstein-Friedrichssegen, Ahl 23 Lage                                   | um 1920/25                                   | Krüppelwalmdachbau mit zwei parabolbogigen Toren, um 1920/25 | Fotos hochladen                |
| Bergarbeiterfriedhof                  | Oberlahnstein-Friedrichssegen, östlich des Ortes Lage                        | 1870                                         | ehemaliger Bergarbeiterfriedhof; kleiner, verwilderter Friedhof mit mehreren, zum Teil beschädigten Grabsteinen; angelegt 1870; starke Zerstörung nach Sturmschäden 2017/18 | weitere Bilder Fotos hochladen |
| Wasserkraftwerk Friedrichssegen       | Oberlahnstein-Friedrichssegen, südwestlich des Ortes am Lahnufer Lage        | 1906/07                                      | Putzbau mit Backsteingliederung; ursprünglich erbaut für den Betrieb der Grube Friedrichssegen. Die Drehstromgeneratoren von 1906 und die drei Kaplan-Turbinen von 1937 sind noch im Betrieb. | weitere Bilder Fotos hochladen |

## Ehemalige Kulturdenkmäler
| Bezeichnung  | Lage                                                        | Baujahr                  | Beschreibung                                                                                                 | Bild |
| ------------ | ----------------------------------------------------------- | ------------------------ | --- | ---- |
| Heinrichshof | Oberlahnstein, östlich des Ortes und südlich der L 327 Lage | 17. oder 18. Jahrhundert | Fachwerkhaus eines Einzelgehöfts, verputzt, wohl aus dem 17. oder 18. Jahrhundert; aus Denkmalliste gelöscht | BW   |